# Natuurpark Cabo de Gata-Níjar

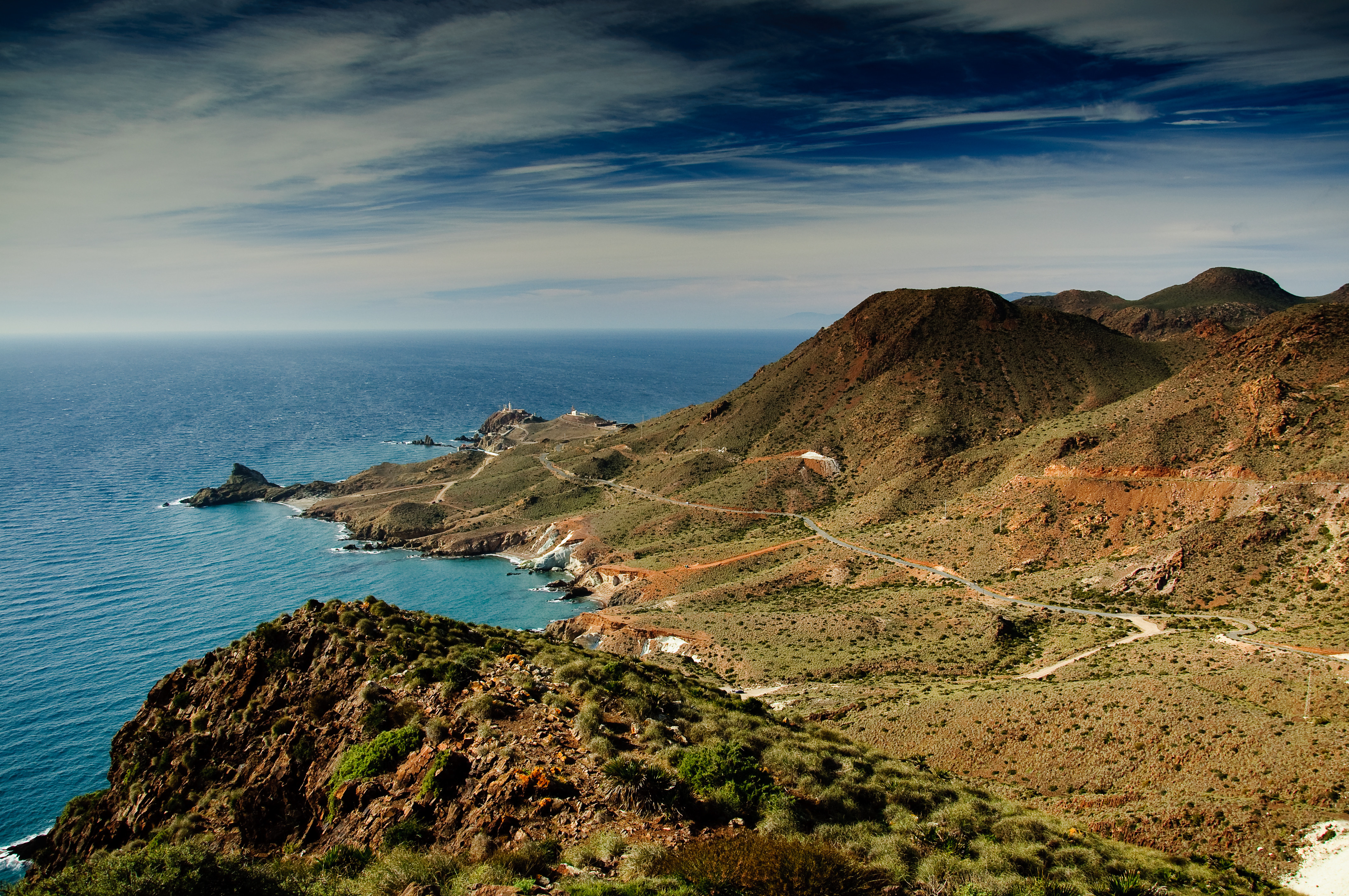

Het Natuurpark Cabo de Gata-Níjar (Spaans: Parque natural del Cabo de Gata-Níjar) is een natuurpark in Andalusië in Spanje. Het natuurpark werd opgericht in 1987 en is 49512 hectare groot. Het natuurpark omvat de droge rotskust en stranden rond de Cabo de Gata.